# برندن مارو
برندن مارو (انگلیسی: Brenden Morrow؛ زادهٔ ۱۶ ژانویهٔ ۱۹۷۹) بازیکن هاکی روی یخ اهل کانادا است.